# Симджур ад-Давати
Симджур ад-Давати (араб. سیمجور الدواتي‎, перс. سیمجور دواتی‎) — Саманидский полководец тюркского происхождения и основоположник династии Симджуридов.

## Биография
Симджур был гулямом тюркского происхождения. В начале своей карьеры он служил сборщиком налогов в Герате. В 911 году саманидский эмир Ахмад Самани приказал вторгнуться в Саффаридский Систан; Симджур вместе с другими саманидскими генералами быстро подчинил себе часть Систана, а затем захватил его столицу Зарандж. Во время завоевания Систана халифский мятежник тюркского происхождения по имени Себук-эри был схвачен и отправлен к халифу Аббасидов в Багдад, а Абу Салих Мансур, двоюродный брат Ахмада Самани, был назначен губернатором Систана.
Однако на этом конфликты в Систане не закончились; жёсткая налоговая политика Мансура вызвала восстание в Систане год спустя, в 912 году, во главе с хариджитом Мухаммадом ибн Хурмузом, который был сторонником Саффарида Амра ибн Якуба. Затем Мансур был взят в плен, пока восстание не было подавлено Саманидской армией под командованием Хусейна ибн Али Марварруди в 913 году. Амр был отправлен в Самарканд, а другие лидеры повстанцев были убиты. Затем Симджур ад-Давати сменил Мансура на посту губернатора Систана. Симджур, по-видимому, позже принял участие в заговоре гулямов против Ахмада Самани, который закончился неудачей. Во время правления сына Ахмада Насра II Алавиды вторглись в Большой Хорасан, но были отбиты Симджуром. В поздние годы жизни Симджур занимал пост губернатора различных провинций, включая недавно захваченную провинцию Рей. Он умер между 930 и 936 годами во время правления Насра II, и у него был сын по имени Ибрахим.